# يوفولوس بينيتي
يوفولوس بينيتي (الاسم العلمي Eupholus bennetti) نوع من الخنافس من فصيلة السوسية الحقيقية،
ويمكن أن يصل حجمها إلى 22-32 ملم، وعادة ما يكون هذه النوع متغير الألوان بين الأزرق والأخضر،
وتنتشر في الغابات المطيرة في بابوا غينيا الجديدة. وتعود أصل تسمية هذه النوع بالبينيتي، نسبةً إلى عالم الطبيعة الأسترالي جورج بينيت.